# Missões bolivarianas
Missões bolivarianas ou Missão Cristo foram uma série de programas sociais implementadas na Venezuela pelo então presidente Hugo Chávez, que levam saúde, educação e alimentos a pessoas mais humildes.

## Lista de Missões

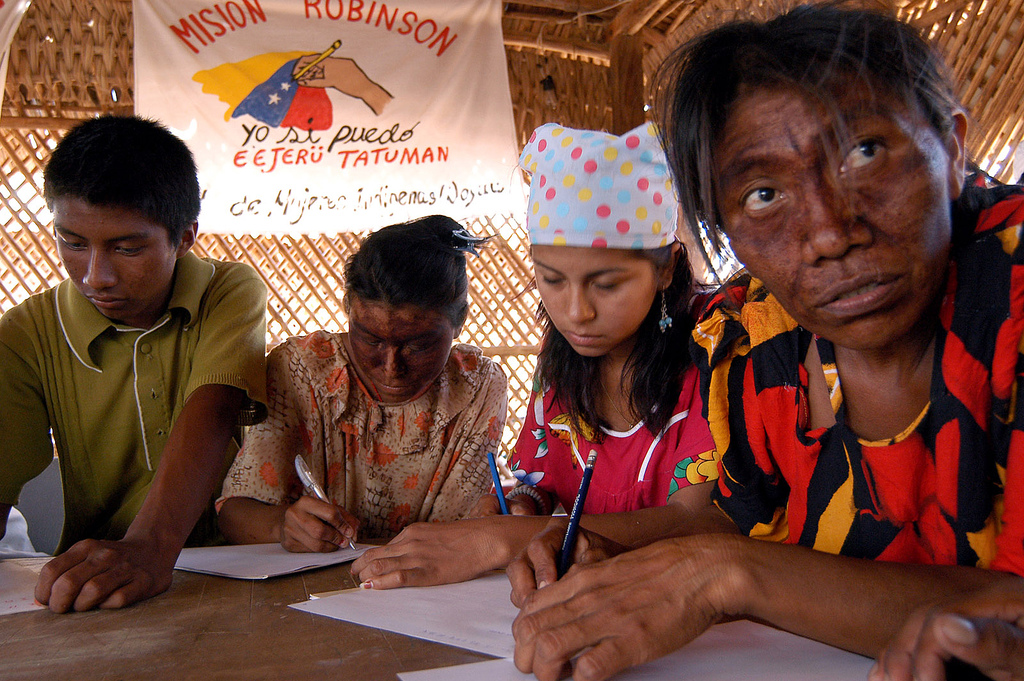
Indígenas aprendendo a ler e escrever com a Missão Robinson

Cada missão tem, em muitos casos, o nome ou pseudônimo de um homem ilustre e herói nacional, incluindo indígenas. A seguir, está o nome das missões:
- Missão Barrio Adentro está dividido em fases
- Missão Guaicaipuro (desde 12 de outubro de 2003)
- Missão Hábitat
- Missão Identidad
- Missão Cultura
- Missão Mercal
- Missão Miranda
- Missão Piar
- Missão Robinson (desde julho de 2003) está dividida em duas missões, por sua vez
- Missão Ribas (desde novembro de 2003)
- Missão Sucre (desde 2003)
- Missão Vuelta al Campo
- Missão Vuelvan Caras
- Missão Milagro
- Missão Sonrisa
- Missão Ciencia,
- Missão Negra Hipólita, novo programa social governamental que atenderá, entre outros, a crianças e adultos que vivem nas ruas ou estão presos.
- Missão Caricuao